# تشوكوتورتا
تشوكوتورتا (دمج بين كلمتي "شوكولاتة" و"تورتا" أي "كعكة" بالإسبانية) هي تحلية أرجنتينية تقليدية تُحضّر دون خبز، تتكون من بسكويت الشوكولاتة أو كوكيز—وخاصةً من نوع شوكوليناس الذي تنتجه شركة باغلي—يُنقع في الحليب أو القهوة، ويُرصّ بطبقات من مزيج دولسي دي ليتشي والجبن الكريمي.

## التاريخ
تُنسب فكرة الوصفة إلى المبدعة الإعلانية مارتي مابراغانيا، التي ابتكرتها حوالي عام 1982 كجزء من حملة تسويقية مشتركة بين علامتين تجاريتين: بسكويت شوكوليناس من شركة باغلي، وجبن كريم مينديكريم التابع حينها لشركة منديسابال.
نظراً لسهولة وسرعة تحضيرها، أصبحت التشوكوتورتا من أكثر الحلويات شعبية في الأرجنتين، وتُعتبر رمزاً ثقافياً محلياً، لا سيما في مناسبات أعياد الميلاد.
وفي عام 2020، صنّف موقع TasteAtlas التشوكوتورتا كأفضل تحلية في العالم.
وعلى الرغم من شعبيتها الكبيرة، إلا أن بعض الشخصيات المعروفة في مجال الطهي الأرجنتيني انتقدوها، معتبرين أن طريقة تحضيرها البسيطة لا تؤهلها لأن تُصنف كـ"كعكة" أو تمثل المطبخ الوطني الأرجنتيني.
كما توجد نسخة من نفس التحلية تُحضّر ببسكويت جوز الهند من نوع "كوكيتاس" الذي تنتجه أيضاً شركة باغلي، وتُعرف باسم "كوكي تورتا".